# Marcian Hoff
Marcian Edward "Ted" Hoff Jr. (født 28. oktober 1937 i Rochester, New York i USA) er én af opfinderne af mikroprocessoren.
Hoff blev ansat hos Intel i 1968, som en af virksomhedens første ansatte. Han fremsatte samme år idéen om en universel processor på et integreret kredsløb, som modsætning til en processor opbygget af en række forskellige komponenter. Denne idé blev startskuddet til udviklingen af mikroprocessoren i stærk konkurrence mellem Intel og Texas Instruments, en udvikling der kom til at forandre hele computer-branchen og med tiden al elektronik.
I 1980 blev Hoff udnævnt til den første Intel Fellow, den højeste tekniske position man kan have i virksomheden. Han forblev hos Intel frem til 1983.

## Eksterne links
- MIT's Månedens opfinder arkiv – Marcian Hoff Arkiveret 31. december 2005 hos  Wayback Machine
- US patent 3,821,715 – Memory System for a Multi-Chip Digital Computer (CPU)